# Андраде, Мишель
Мише́ль Андра́де (исп. Michelle Andrade; укр. Мішель Андраде; род. 10 ноября 1996, Кочабамба, Боливия) — украинская певица и телеведущая боливийского происхождения. Поёт на испанском, украинском, русском, английском и португальском языках.

## Биография
Мишель Андраде родилась 10 ноября 1996 года в боливийском городе Кочабамба. Её мать Светлана по национальности украинка, а отец Марио — боливиец. С детства увлекалась музыкой, занималась художественной гимнастикой, волейболом и танцами. В 2010 году в возрасте 13 лет она переехала в Киев и поступила в Финансовый лицей, там она выучила украинский и русский языки. Поступила в музыкальную школу № 36 по классу фортепиано и параллельно занялась вокалом. После окончания школы № 256 она поступила в Киевский институт музыки имени Глиэра на факультет эстрадного вокала.
Популярность пришла к Андраде в 2013 году, когда она приняла участие в 4-м сезоне украинского шоу X-Фактор. Ей удалось пробиться в топ-24 лучших исполнителей. На этапе прослушиваний рэпер Серёга проголосовал против неё, однако в 2014 году пригласил исполнить главную роль в своём короткометражном фильме «Гаджьо», что стало её первым кинематографическим опытом.
Благодаря саунд-продюсеру Вадиму Лисице Андраде познакомилась с Алексеем Потапенко (Потапом), который предложил ей сотрудничество. 2 октября 2016 года Мишель Андраде впервые выступила на большой сцене с группой Потапа Mozgi на концерте, который организовал телеканал М1. Их совместный трек получил название «Amor», а в декабре того же года вышел и клип. Эта песня имеет три версии — русскоязычную, испано-английскую и испано-англо-русскую. В работе над испаноязычным вариантом принимала участие сама Андраде. В феврале 2017 года она стала ведущей хит-парада самых популярных клипов ТОР-10 на телеканале М1.
2 ноября 2017 года вышел первый сольный видеоклип Андраде на песню «Хватит свистеть». Автором песни стал Алексей Потапенко (Потап) и Алексей Завгородний (Позитив). Припев песни Андраде исполняла свистом. Съёмки клипа проходили на судостроительном заводе, по сценарию Мишель охотилась на своего бывшего.
4 ноября 2017 года состоялся первый большой сольный концерт Андраде. 9 декабря 2017 года она совместно с группой Mozgi победила в номинации «Проект года» на премии «M1 Music Awards. III элемент».
15 декабря 2017 года выпустила песню «Зима» и видео к ней на своем Youtube-канале. Это совместная работа с участниками группы Mozgi Эдом Каменевым (Dr.Ed) и Русланом Сторожиком (RusOne), автор слов и музыки — Алексей Потапенко.
14 февраля 2018 года Андраде выпустила песню «Musica» и лирик-видео к ней.
25 апреля 2018 года в Киевском ресторане «Manu» Мишель Андраде представила свой первый мини-альбом «La primavera boliviana», официальный релиз состоялся 27 апреля. В пластинку вошло пять композиций, это — соло-версия «Amor», «Зима», «Хватит свистеть», «Musica» и «Таю».
10 мая 2018 года All Stars MOZGI Entertainment впервые спели вместе на украинском языке — "Время и Стекло", "Mozgi", Андраде и выпустили песню «Промінь», песня написана как саундтрек к фильму «Скажене весілля».
17 мая 2018 года выпустила клип на песню «Musica», режиссёром клипа стал Алан Бадоев.
18 августа 2018 года стартовали съёмки комедии «Продюсер», в которой Андраде сыграла одну из главных ролей — видеоблогера. Премьера фильма состоялась 14 февраля 2019 года.

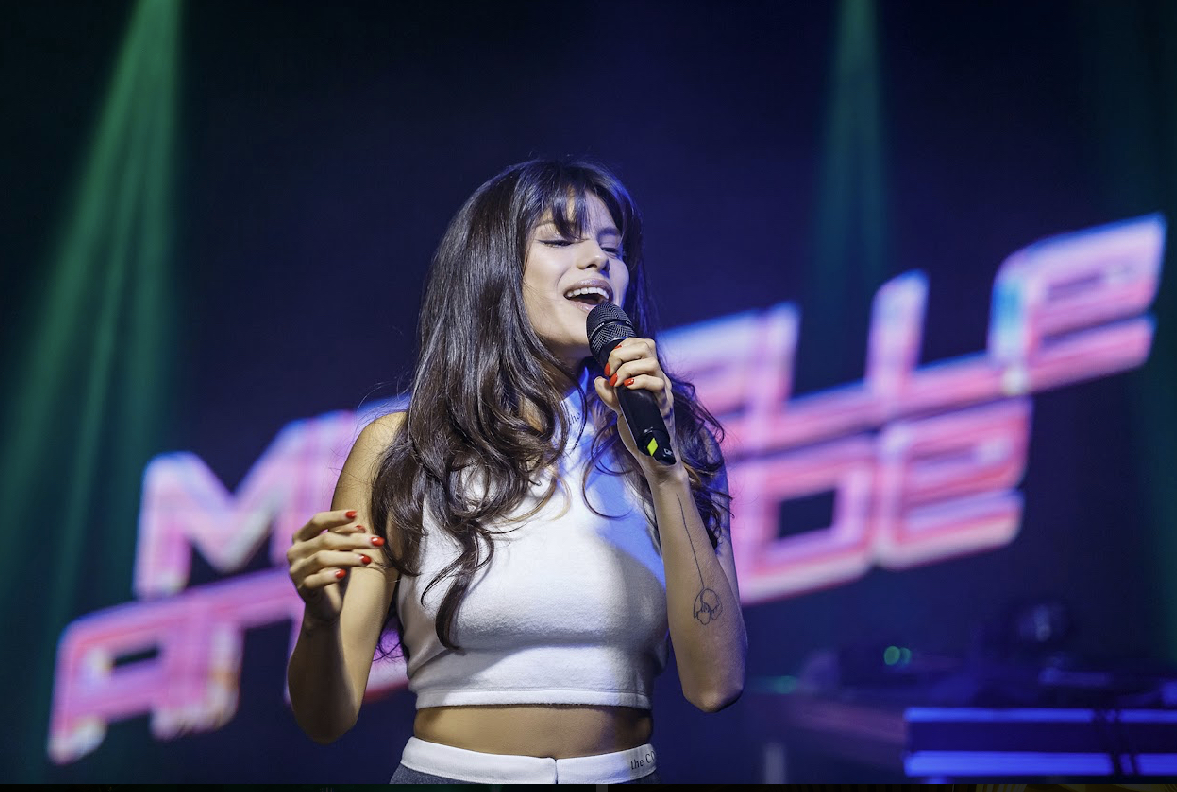
Андраде на концерте «Музика війни», 2023 год

В 2019 году был выпущен альбом Андраде Latino Ritmo.
28 мая 2019 года в международный День менструальной гигиены глава представительства ЮНИСЕФ на Украине Лотта Сильвандер и Мишель Андраде подписали Меморандум о сотрудничестве.
В сентябре 2019 года была представлена первая сольная песня Андраде на украинском языке — «Не знаю».
27 сентября 2019 был выпущен совместный трек с T-fest «PAPI».
В начале 2021 года она приняла участие в музыкальном телепроекте «Маска» в костюме Циклопа. Выбыла в 11 выпуске за шаг до финала.
В 2023 году снялась в эпизодической роли шестого сезона драматического телесериала «Корона» от Netflix.

## Клипы
| Год  | Название        | Режиссёр                         | Язык                           | Примечания                                               |
| ---- | --------------- | -------------------------------- | ------------------------------ | -------------------------------------------------------- |
| 2016 | Amor            | Леонид Колосовский               | английский, испанский, русский | (совместно с Mozgi)                                      |
| 2017 | Хватит свистеть | Илларион Ефремов                 | русский                        |                                                          |
| 2017 | Зима            | Максим Шелковников               | русский                        | (совместно с Dr.Ed и RusOne)                             |
| 2018 | Musica          | Алан Бадоев                      | русский, испанский             | (лирик видео)                                            |
| 2018 | Промінь         | Максим Шелковников               | украинский                     | (совместно с Mozgi и Время и Стекло)                     |
| 2018 | Musica          | Алан Бадоев                      | русский, испанский             |                                                          |
| 2018 | Hasta la Vista  | Таня Муиньо                      | русский, испанский             |                                                          |
| 2019 | Tranquila       | Максим Шелковников, Денис Маноха | русский, испанский             |                                                          |
| 2019 | Не знаю         | Максим Шелковников, Денис Маноха | украинский                     |                                                          |
| 2020 | Hasta La Vista  | Таня Муиньо                      | русский, испанский             | (отрывок из мюзикла Ритм)                                |
| 2020 | Tonight         | Константин Гордиенко             | испанский, английский          |                                                          |
| 2020 | Only You        |                                  | английский                     | гимн чемпионата Европы по художественной гимнастике 2020 |
| 2021 | Échale          | Арина Остапенко                  | испанский                      | (лирик видео)                                            |
| 2021 | Onda            |                                  | испанский                      | (лирик видео)                                            |
| 2021 | Échale UA       |                                  | украинский                     | промо-видео для шоу Орёл и Решка                         |
| 2021 | Без сна         | Алексей Бондарь                  | русский                        |                                                          |
| 2022 | Час             | Алексей Бондарь                  | украинский                     |                                                          |
| 2022 | Світло          | Алексей Бондарь                  | украинский                     |                                                          |
| 2022 | Абсурд/Любов    | Алексей Бондарь                  | украинский                     |                                                          |
| 2022 | Na Samoti       | Shapxo                           | украинский                     | (совместно с NIKITAIDISYUDA)                             |
| 2023 | Cкарб           | AG Gospodinov                    | украинский                     | (совместно с Molodi)                                     |

## Фильмография
| Год  | Название фильма        | Роль        |
| ---- | ---------------------- | ----------- |
| 2014 | Гаджьо                 | —           |
| 2016 | Ночь Святого Валентина | студентка   |
| 2018 | Прислуга               | горничная   |
| 2019 | Продюсер               | видеоблогер |

## Телевидение
- 2014 — Х-фактор
- 2018 — Танцы со звездами (в паре с танцором Женей Котом)
- Ведущая на М1
- 2021 — «Орёл и Решка. 10 лет»: первая серия (ведущая)
- 2021 — «Орёл и Решка. Земляне» (ведущая)[27]
- Шоу «Маска» — Циклопчик